# Mein Weg
Mein Weg (en français : « Mon chemin ») est une œuvre pour orgue ou pour un ensemble à cordes et percussions du compositeur estonien Arvo Pärt associé au mouvement de musique minimaliste. Elle a été composée en 1989 et complétée en 1999.

## Historique
Cette œuvre est une commande au compositeur du Festival d'orgue de Pargas en Finlande. Elle est dédiée au chef d'orchestre Andreas Peer Kähler et à l'orchestre de chambre d'Unter den Linden. Elle a été composée par Pärt en 1989 mais prit dix ans pour être complétée, puis révisée en 2000. À l'origine elle était écrite pour orgue puis révisée pour un ensemble à 14 cordes et percussion. Cette dernière version fut créée le 2 juillet 1999 par l'Arco Musicale dirigé par Michael Fendre.
Le titre de l'œuvre provient du Livre des Questions d'Edmond Jabès :

« Commentaire de Reb Ten :
« Mon chemin a eu ses grandes heures, ses heurts, ses douleurs.
Mon chemin a ses sommets et ses lames de fond, son sable et son ciel.
Mon chemin ou le tien. » »

— Edmond Jabès, Le Livre des Questions

## Structure
Il existe deux versions de Mein Weg, l'une pour orgue et l'autre pour ensemble à corde et percussion. C'est une œuvre en un mouvement unique dont l'exécution dure environ 6 minutes.

## Discographie sélective
- Sur le disque In principio par le Chœur de chambre philharmonique estonien dirigé par Tõnu Kaljuste chez ECM Records, 2009.